# Opiat
Un opiat est un remède d'application interne dont une partie des propriétés vient de l'opium qu'il contient. Les opiats étaient rangés du point de vue de leur consistance et de leur mode d'administration avec les électuaires et les confections : tous pouvaient être donnés purs sous forme solide plus ou moins prononcée, et se prêtaient aussi à un mélange ou une dissolution (bouillon) pour leur absorption et efficacité. En pratique, on a pu appeler opiat des remèdes dépourvus d'opium mais qui par certains effets calmants présentaient une certaine similitude, exemple l'opiat cordial et astringent, qui avec l'opiat Salomon qui lui, n'était autre qu'une thériaque contenant de l'opium, faisaient partie avec trois autres de la pharmacopée maritime occidentale au XVIIIe siècle .

## Opiat antiscorbutique
L'opiat antiscorbutique, outre la propriété annoncée par sa dénomination, devait être « stomachique », apéritif et diurétique. 
Ses ingrédients étaient selon la formule de l'hôpital royal de la Marine à Brest au XVIIIe siècle : 
- thériaque : 2 livres 4 onces ;
- opiat Salomon (opiat cordial et astringent) : 4 onces ;
- extrait d'oseille : 1 livre 12 onces ;
- conserves de cochlearia : 2 livres 4 onces ;
- conserves d'aunée : 2 livres 4 onces ;
- poudre de gentiane : 12 onces ;
- poudre d'aristoloche : 12 onces ;
- poudre d'aunée : 12 onces ;
- genièvre : 1 livre 8 onces ;
- nitre : 2 onces ;
- moutarde : 1 livre ;
- absinthe : 12 onces ;
- sauge : 12 onces ;
- camomille : 12 onces ;
- aloes succotrin : 12 onces ;
- myrrhe : 4 onces ;
- oliban : 4 onces ;
- cubèbe : 4 onces ;
- safran de mars apéritif : 2 onces ;
- miel de cochlearia : 37 livres 1/2.

## Opiat fébrifuge
L'opiat fébrifuge ou « opiat Bourgeois » indique la vertu qu'on lui prêtait, par son nom. Il était composé selon Dorvault (1875) de :
- sulfate de fer : 60 g ;
- extrait de quinquina : 6 g ;
- quinquina rouge pulvérisé : 25 g ;
- sulfate de quinine : 8 g ;
- extrait de genièvre : quantité suffisante.

La même source indique qu'il se prenait avant le repas du matin et du soir, l'équivalent d'une grosse noisette absorbé avec du pain azyme ou de la soupe.

## Opiat cordial et astringent
Le nom de l'opiat cordial et astringent résume ses propriétés en dépit d'absence d'opium, puisqu'il était composé selon le Dorvault (1875) de :
- copahu : 17 g ;
- jaune d'œuf : un ;
- cubèbe : 15 g ;
- conserve de roses : 15 g.

## Opiat fondant et purgatif
L'opiat fondant et purgatif, outre ce dernier effet, était laxatif. Sa composition était selon le Dorvault (1875) de :
- crème de tartre : 8 g ;
- sel de Seignette : 15 g ;
- manne choisie : 25 g ;
- pulpe de tamarins : 90 g ;
- sirop de roses résolutives : quantité suffisante.